# Samsung Galaxy J5 (2016)
Il Samsung Galaxy J5 (2016) è uno smartphone Android di fascia medio-bassa prodotto da Samsung, facente parte della serie Galaxy J.
In base alla versione, può essere dotato o meno di dual SIM (Duos) e di NFC.

## Caratteristiche tecniche

### Hardware
Il Galaxy J5 (2016) è uno smartphone con form factor di tipo slate, misura 145.8 x 72.3 x 8.1 millimetri e pesa 159 grammi.
Il dispositivo è dotato di connettività GSM, HSPA, LTE, di Wi-Fi 802.11 b/g/n con supporto a Wi-Fi Direct e hotspot, di Bluetooth 4.1 con A2DP, di GPS con A-GPS e GLONASS, di NFC (in alcune versioni) e di radio FM RDS. Ha una porta microUSB 2.0 OTG ed un ingresso per jack audio da 3.5 mm.
Il Galaxy J5 (2016) è dotato di schermo touchscreen capacitivo da 5.2 pollici di diagonale, di tipo S-AMOLED con aspect ratio 16:9 e risoluzione 720 x 1280 pixel (densità di 282 pixel per pollice). Il frame laterale è in alluminio, il retro è in plastica. La batteria agli ioni di litio da 1200 mAh è removibile dall'utente.
Il chipset è uno Snapdragon 410, con CPU quad-core formata da 4 Cortex-A53 a 1.2 GHz e GPU Adreno 306. La memoria interna è una eMMC 4.5 da 16 GB, mentre la RAM è di 2 GB.
La fotocamera posteriore ha un sensore da 13 megapixel, dotato di autofocus e flash LED, in grado di registrare al massimo video Full HD a 30 fotogrammi al secondo, mentre la fotocamera anteriore è da 5 megapixel, con flash LED.

### Software
Il sistema operativo è Android, in versione 6.0.1 Marshmallow, aggiornabile ufficialmente fino a 7.1.1 Nougat nella maggior parte dei mercati.
Ha l'interfaccia utente TouchWiz, che diventa Samsung Experience 8.5 con l'aggiornamento a Nougat.
Le ultime patch di sicurezza disponibili per questo modello sono diverse a seconda del mercato, in quello italiano le più recenti risalgono ad agosto 2019.

## Varianti

### Galaxy J5 Prime
Il Samsung Galaxy J5 Prime differisce dal J5 (2016) principalmente per la presenza di un chipset Exynos (7570 Quad) e per lo schermo PLS TFT da 5 pollici, protetto da un vetro Gorilla Glass. Inoltre, è presente in un taglio da 32 GB, ha il Bluetooth 4.2 con LE, un sensore d'impronte digitali anteriore e una batteria da 2400 mAh.